# Corny-sur-Moselle
Corny-sur-Moselle település Franciaországban, Moselle megyében. Lakosainak száma 2155 fő (2022. január 1.). Corny-sur-Moselle Ancy-Dornot, Arry, Augny, Féy, Jouy-aux-Arches, Marieulles és Novéant-sur-Moselle községekkel határos.

## Népesség
A település népességének változása:
| Lakosok száma | 1038 | 1248 | 1490 | 2124 | 2248 | 2234 | 2219 | 2185 | 2168 | 2155 |
|               | 1968 | 1982 | 1990 | 2006 | 2013 | 2015 | 2017 | 2019 | 2020 | 2022 |